# Pierre Wintgens
Pierre Wintgens (Limburg, 9 april 1931) is een voormalig Belgisch senator en lid van het Waals Parlement.

## Levensloop
Hij werd werkzaam in het familiebedrijf SPRL Filature Wintgens.
In oktober 1964 werd hij voor de PSC verkozen tot gemeenteraadslid van Limburg en nadat hij verhuisde, werd hij in 1970 verkozen tot gemeenteraadslid van Baelen. Van 1974 tot 2000 was hij burgemeester van Baelen.
In februari 1985 volgde Wintgens de overleden Georges Gramme op als rechtstreeks gekozen senator in de Belgische Senaat en bleef er zetelen tot in 1995. Hierdoor maakte hij van 1985 tot 1995 ook deel uit van de Waalse Gewestraad en de Raad van de Franse Gemeenschap. Van 1985 tot 1987 was hij in de Waalse Gewestraad voorzitter van de commissie Leefmilieu en Landbouw en van 1988 tot 1989 was hij er voorzitter van de PSC-fractie.
In mei 1995 werd hij verkozen in het eerste rechtstreeks verkozen Waals Parlement en het Parlement van de Franse Gemeenschap en zou er zetelen tot in 1999. Van 1995 tot 1996 was hij in beide parlementen fractievoorzitter van de PSC, waarna hij van 1996 tot 1999 ondervoorzitter was van het Waals Parlement. Bij de verkiezingen van 1999 was hij geen kandidaat meer en in februari 2000 stopte hij als burgemeester en gemeenteraadslid van Baelen. Vervolgens ging hij met pensioen.